# ديفيد روني
ديفيد روني (16 يناير 1975 - )  (بالإنجليزية: David Rooney)‏ هو لاعب كريكت بريطاني.